# Medina Peaks
Medina Peaks är en bergstopp i Antarktis. Den ligger i Västantarktis. Nya Zeeland gör anspråk på området. Toppen på Medina Peaks är 860 meter över havet.
Terrängen runt Medina Peaks är huvudsakligen kuperad, men åt nordväst är den platt. Trakten är obefolkad. Det finns inga samhällen i närheten. 